# Michel Haïssaguerre
Michel Haïssaguerre (Bayonne, 1955) è un medico francese specializzato in cardiologia ed impegnato clinicamente e scientificamente nel trattamento delle aritmie cardiache.
Attualmente lavora presso l'Hôpital Cardiologique du Haut–Lévèque, Bordeaux–Pessac.
È ritenuto uno dei pionieri dell'elettrofisiologia cardiaca, essendo l'inventore dell'ablazione trans-catetere della fibrillazione mediante isolamento delle vene polmonari con radiofrequenza. Negli ultimi anni ha sviluppato studi e proposto l'ablazione trans-catetere della fibrillazione ventricolare.
| Controllo di autorità | VIAF (EN) 58145304898478611058 · ISNI (EN) 0000 0000 3898 267X · ORCID (EN) 0000-0001-7644-6146 · LCCN (EN) n2001129435 · GND (DE) 1311082182 · BNF (FR) cb145873342 (data) · J9U (EN, HE) 987007322280505171 |